# 土性沙羅
土性 沙羅（どしょう さら、1994年10月17日 - ）は、三重県松阪市高町出身の女子レスリング元選手である。階級は69kg級。身長159cm。2017年3月、至学館大学を卒業。2017年4月より2023年3月31日まで東新住建に所属。2023年4月より2025年3月まで松阪市役所で勤務。同年4月から至学館大学のレスリング部コーチを務める。

## 来歴
父親が吉田栄勝（吉田沙保里の父）から指導を受けていた縁があり、栄勝の主宰する一志ジュニア教室にてレスリングを始めた。師匠である栄勝からは徹底的にタックルを叩き込まれた。全国少年少女選手権では小学校4年生のときから3連覇を達成。松阪市立鎌田中学校時代は全国中学生選手権で2連覇を果たした。
2010年、愛知県の至学館高校へ進学。1年生時は全国高校女子選手権で優勝するが、全日本レスリング選手権大会67kg級では井上佳子に敗れて2位だった。2年生時は全日本選抜で井上を破り優勝したが、実績で及ばず世界選手権代表から漏れてしまう。賞金大会であるゴールデングランプリでは優勝し1万ドルを獲得した。さらに世界ジュニアでも優勝すると、高校選手権では2連覇を果たした。全日本レスリング選手権大会でも初優勝。3年生時は全日本選抜で2位にとどまったものの、高校選手権では3連覇を達成した。しかし、世界ジュニアとゴールデングランプリではそれぞれ3位に終わり2連覇を逃す。全日本レスリング選手権大会では2連覇を果たした。
2013年、至学館大学へ進学。全日本選抜で2連覇を達成して世界選手権代表に選ばれた。ユニバーシアードと全日本学生選手権ではそれぞれ優勝を果たす。世界選手権では準決勝でウクライナのアリナ・スタドニクに敗れたものの、3位決定戦でドイツのアリーネ・フォケンを破り銅メダルを獲得した。
2014年、ワールドカップとアジア選手権69kg級で優勝すると、全日本選抜にて2連覇を果たし世界選手権代表に選ばれた。世界選手権の準決勝では、ロンドンオリンピックで優勝したロシアのナタリア・ボロベワに6-3で勝利。しかし、フォケンとの決勝では、ポイントの取り合いの末に終了間際ポイントを取り返され4-5で逆転負けを喫して2位に終わった。決勝では左足中足骨を骨折した疑いがあるという。全日本レスリング選手権大会では4連覇を達成した。
2015年には全日本選抜で3連覇を果たす。世界選手権では準々決勝で中国の周風に7-11で敗れるも、その後の3位決定戦でモンゴルのナサンブルマー・オチルバトに6-5で競り勝ち3位となった。3位となったことで12月に行われる全日本選手権に出場さえすれば、規定により2016年リオデジャネイロオリンピック代表へ内定することになった。12月の全日本選手権では準決勝、決勝と無失点で優勝し、オリンピック代表を決めた。
2016年リオデジャネイロオリンピックでは初戦でウクライナのスタドニクを11-2、2回戦でトルコのブセ・トスンからテクニカルフォール勝ちを収める。続く準々決勝ではカナダのドロシー・イーツを7-2、準決勝でスウェーデンのジェニ・フランソンを7-2でそれぞれ破った。決勝のボロベワ戦では2ポイントを先行され、第2ピリオド2分過ぎにボロベワのバックを取って2ポイントを取り返し同点に追いつき試合終了となる。しかし、土性のポイント奪取がビッグポイント（1回のアタックで獲得した得点）数で上回り、規定により土性の勝利が確定し、五輪初出場で金メダルを獲得した。11月、紫綬褒章を受章。全日本レスリング選手権大会では1ポイントも与えぬ圧勝で、今大会6連覇を果たした。
2017年5月、オリンピック以来の国際大会となるアジア選手権にて3度目の優勝。6月には全日本選抜で優勝した。8月の世界選手権では初戦で地元フランス選手と接戦になり3-3の内容差で破るなどして決勝まで進むと、フォケンを3-0で破り初優勝。12月の全日本レスリング選手権大会では新階級の68kg級に出場して優勝を果たす。
2018年3月のワールドカップにて優勝。ケガからの復帰戦となった12月の全日本選手権では大会8連覇を達成した。
2019年4月のアジア選手権では決勝で地元中国の周鳳を破り優勝。6月の全日本選抜選手権では決勝で自衛隊体育学校の古市雅子を終盤に4-3で逆転勝利し、世界選手権代表に選ばれた。9月の世界選手権では3回戦でアメリカのタミラ・メンサに1-10で敗れた。その後の3位決定戦でも敗れ5位に終わる。東京オリンピックの出場枠は確保したものの自身の五輪代表を決めることはできなかった。12月の全日本選手権では準決勝で日体大2年の森川美和に敗れ、五輪代表をかけてプレーオフに出場することとなった。
2020年3月のプレーオフでは森川を3-1で破り、東京オリンピック代表が決まった。
2021年8月の東京オリンピックでは3位決定戦でウクライナのアラ・チェルカソワに敗れメダルに届かなかった。
2023年3月30日、現役引退・所属先である東新住建を退職、及び出身地の三重県松阪市へ帰郷し、市役所職員に転身することを発表した。
2025年3月31日をもって松阪市役所を退職し、4月からは母校・至学館大学のレスリング部コーチに就任。

## 人物
プロ野球は阪神タイガースを贔屓にしており、とりわけ北條史也のファンであることを語っている。2016年9月17日の阪神タイガース 対 横浜DeNAベイスターズ戦（阪神甲子園球場）では始球式を務めた。2017年12月には2017年度プロレス大賞レスリング特別表彰を受賞した。
音楽はBUMP OF CHICKENなどの邦楽ロックを好む。BUMP OF CHICKENに関してはライブへ足を運ぶほどのファンである。
2021年9月28日、自身のTwitterで結婚を発表した。
2025年7月27日に第1子を出産したことを自身の公式Instagramにて発表した。

## 主な戦績
- 2004年 - 2006年 全国少年少女選手権 3連覇
- 2007年 - 全国中学生選手権 3位
- 2008年 - 全国中学生選手権 優勝
- 2008年 - クリッパン女子国際大会 カデットの部 優勝
- 2009年 - 全国中学生選手権 優勝
- 2009年 - アジアカデット選手権 優勝
- 2009年 - クリッパン女子国際大会 カデットの部 優勝
- 2010年 - 全国高校女子選手権 優勝(65kg級)
- 2010年 - 全日本レスリング選手権大会 2位
- 2011年 - ヤリギン国際大会 5位
- 2011年 - ジュニアクイーンズカップ ジュニアの部 優勝
- 2011年 - 全日本選抜 優勝
- 2011年 - ゴールデングランプリ 優勝
- 2011年 - 世界ジュニア 優勝
- 2011年 - 全国高校女子選手権 優勝(70kg級)
- 2011年 - 全日本レスリング選手権大会 優勝
- 2012年 - ヤリギン国際大会 優勝
- 2012年 - ジュニアクイーンズカップ ジュニアの部 優勝
- 2012年 - JOC杯ジュニアオリンピック 優勝
- 2012年 - ワールドカップ 優勝
- 2012年 - 全日本選抜 2位
- 2012年 - 全国高校女子選手権 優勝
- 2012年 - 世界ジュニア 3位
- 2012年 - ゴールデングランプリ 3位
- 2012年 - 全日本レスリング選手権大会 優勝
- 2013年 - ジュニアクイーンズカップ ジュニアの部 優勝
- 2013年 - JOC杯ジュニアオリンピック 優勝
- 2013年 - 全日本選抜 優勝
- 2013年 - ユニバーシアード 優勝
- 2013年 - 全日本学生選手権 優勝
- 2013年 - 世界選手権 3位
- 2013年 - 全日本レスリング選手権大会 優勝
- 2014年 - ワールドカップ 優勝
- 2014年 - アジア選手権 優勝
- 2014年 - 全日本選抜 優勝
- 2014年 - 世界選手権 2位
- 2014年 - 全日本レスリング選手権大会 優勝
- 2015年 - 全日本選抜 優勝
- 2015年 - 世界選手権 3位
- 2015年 - 全日本レスリング選手権大会 優勝
- 2016年 - アジア選手権 優勝
- 2016年 - リオデジャネイロオリンピック 優勝
- 2016年 - 全日本レスリング選手権大会 優勝
- 2017年 - アジア選手権 優勝
- 2017年 - 全日本選抜 優勝
- 2017年 - 世界選手権 優勝

68kg級での戦績
- 2017年 - 全日本レスリング選手権大会 優勝
- 2018年 - ワールドカップ 優勝
- 2018年 - 全日本レスリング選手権大会 優勝
- 2019年 - アジア選手権 優勝
- 2019年 - 全日本選抜 優勝
- 2019年 - 世界選手権 5位
- 2019年 - 全日本レスリング選手権大会 5位
- 2021年 - 東京オリンピック 5位

（出典）